# Ballet Español de Cuba
El Ballet Español de Cuba (BEC), es una agrupación cubana de danza creada en 1987 bajo el auspicio de la bailarina Alicia Alonso. Está dirigido por el primer bailarín y coreógrafo Eduardo Veitía.

## Historia
Tras la revolución cubana, dejaron de visitar el país destacados profesionales de la danza y se produjo un éxodo de profesores; mientras se daba un impulso mayor a todo lo relacionado con las raíces africanas. Consciente de esta pérdida,  Alicia Alonso se esforzó por revivir la tradición de la danza  española en Cuba creando una compañía profesional.
En 1986 y en el marco del X Festival de Ballet de La Habana Trini Borrul, primera figura del Teatro Liceo de Barcelona, visitó Cuba. A petición de Alicia Alonso comenzó a formar a bailarines del Ballet Nacional de Cuba. En marzo de ese mismo año empezó a funcionar la Escuela de Danza Española en el Gran Teatro de La Habana con el asesoramiento del Ballet Nacional de Cuba. En noviembre de 1987 se comienza el proceso de evaluación y selección de los bailarines para la nueva compañía  cuya comisión organizadora estaba presidida por Alicia Alonso y en la que también se encontraban Salvador Fernández, Hugo Marcos, Mirta Plá y Joaquín Banegas.
Poco después fue creado con el nombre de Conjunto de Danzas Españolas. Tras su debut pasó a llamarse Ballet Español de La Habana y a finales del año 2000, adoptó el nombre de Ballet Español de Cuba, convirtiéndose en una compañía de alcance nacional.
El núcleo inicial de lo que sería la compañía estuvo formado por siete mujeres jóvenes procedentes de la Sociedad Estudiantil Concepción Arenal, y a partir de entonces comenzaron a hacer pequeñas actuaciones en estos centros y en varios programas de la Televisión Cubana. La primera directora de la agrupación fue Olga Bustamante y en 1993 pasó a dirigirlo Eduardo Veitía.
El Ballet Español de Cuba ha sido reconocido dentro del panorama de la danza española. Con un repertorio que abarca desde el clásico hasta el flamenco puro y la fusión, la compañía se ha presentado en escenarios de Europa y América, con el reconocimiento del público y elogios de la crítica en diversos festivales.
La compañía celebró  su XXV Aniversario en 2013.

## Unidad Artística Docente
En 1994 y bajo la dirección de Eduardo Veitía, se creó la primera academia de danza española en Cuba, que más adelante se denominó Unidad Artística Docente y con sede en el Gran Teatro de La Habana. Durante años se realizaron graduaciones donde egresaban bailarines que no obtenían un título oficial por no estar ministerialmente registrada la academia. En 2004, el Ministerio de Educación y el Ministerio de Cultura, incorporaron de manera oficial esta enseñanza con la terminología de UNIDAD ARTÍSTICA DOCENTE del Ballet Español de Cuba, la cual desde entonces existe como Módulo de Danzas Españolas de la E.N.A. (Escuela Nacional de Artes), en la que ingresan alumnos de ambos sexos con 15 años de edad y 9.º. Grado de escolaridad, para cursar estudios que incluyen la enseñanza general (10, 11 y 12 grado) y las asignaturas de la especialidad cuyos planes de estudios son muy abarcadores. Estos alumnos egresan de esta enseñanza con el Título de Bailarines – Profesores Graduados de Nivel Medio en la especialidad de Danzas Españolas y tienen la oportunidad de continuar estudios en el Instituto Superior de Arte. 

## Repertorio
El repertorio del  Ballet Español de Cuba es: 
La Vida Breve, Tras La Huella, Aquel Brujo Amor, inspirado en la música para el “Amor Brujo” de Manuel de Falla,  La Casa Alba, basado en la obra “La Casa de Bernarda Alba”, de Federico García Lorca, Carmen,  La Habana Valdés, basada en la novela “Cecilia Valdés” del escritor Cirilo Villaverde; La Última Zarzuela; El Fantasma, inspirada en “El Fantasma de la Opera” de Gaston Leroux; Danzando Sueños sobre la obra del pintor cubano Wilfredo Lam; Clásico Embrujo Español; y Frida.
El repertorio incluye los principales estilos de la danza española, entre ellos: La escuela bolera, estilización, flamenco y danzas regionales. Sus bailarines han participado en festivales internacionales: el de Ballet de La Habana,  La Huella de España,  Festival Internacional de Arte Lírico, Primer Certamen Internacional de Danza Española y Flamenco realizado en Madrid, donde se obtuvo el segundo lugar con la coreografía “Sonata y Fandango” de Eduardo Veitía; y Feria de Manizales (Colombia), entre otros.
En Cuba el BEC se ha presentado en los diferentes teatros de los municipios y capitales de provincia, así como en todos los teatros importantes de La Habana, siendo la Sala García Lorca del Gran Teatro de La Habana su principal escenario donde se mantiene una programación regular.
El Ballet Español de Cuba, ha trabajado con importantes figuras de la Danza Española  como son Trini Borrul, Goyo Montero, Emilio Sagi, Angel Fernández Montesino, José Antonio Ruiz, Pastora Matos, Manolo Marín, Victoria Eugenia, Johan Focsa, Antonio Jaén, Israel Galván, Eva la Yerbabuena, Maria Juncal, Antonio Falcón, Francis Nuñez, y José Manuel Carreño.
La compañía ha celebrado  su XXV Aniversario en 2013.